# 新湯田中温泉
新湯田中温泉（しんゆだなかおんせん）は、長野県下高井郡山ノ内町の湯田中渋温泉郷にある温泉。

## 泉質
- 単純温泉

## 温泉街
湯田中駅の西南側、徒歩数分圏内に新湯田中温泉の温泉街が広がる。2つの共同浴場（鶴の湯、亀の湯）がある。三社宮があり、野菜の取れる季節週末は朝市が立つ。宿泊施設では、日帰り入浴を行っているところもある。

## 歴史
1890年（明治23年）湯田中渋温泉郷各所にあった遊郭を移転して作った新地。
当時は12軒の遊郭からなっていたが、戦後になってGHQにより遊郭が廃止された。その後温泉旅館営業、廃業するものあり、現在の6軒の旅館・ホテルとなっている。当地に残る旅館ホテルの建物は明治期の遊郭独特の作りを見ることが出来る。

## 交通アクセス
- 鉄道：長野電鉄湯田中駅すぐ。